# Grand-Corent

Grand-Corent este o comună în departamentul Ain din estul Franței.